# Короманделски бряг
Короманделският бряг е името, дадено на югоизточния бряг на Индийския субконтинент между нос Коморин и точката Фолс Диви в Андхра Прадеш.
Към 1530 г. брегът вече е дом на три португалски селища в Нагапатинам Сао Томе де Мелиопаре и Пуликат. По-късно в 17-и и 18 век Короманделският бряг е сцена на съперничествата между европейските сили за контрол на индийската търговия. Британците се установяват във форт Сейнт Джордж (Мадрас) и Масулипатнам, нидерландците в Пуликат, Садрас и Ковлонг, французите в Пондичери, Карайкал и Низапатнам, а датчаните в Дансборг при Тарангамбади.